# Selección femenina de baloncesto de la República Checa
La Selección femenina de baloncesto de la República Checa es un equipo formado por jugadoras de nacionalidad checa que representan en las competiciones internacionales organizadas por la Federación Internacional de Baloncesto (FIBA) o el Comité Olímpico Internacional (COI): los Juegos Olímpicos y Copa Mundial de Baloncesto especialmente.

## Resultados

### Juegos Olímpicos
| Baloncesto en los Juegos Olímpicos | Baloncesto en los Juegos Olímpicos | Baloncesto en los Juegos Olímpicos | Baloncesto en los Juegos Olímpicos | Baloncesto en los Juegos Olímpicos | Baloncesto en los Juegos Olímpicos |
| ---------------------------------- | ---------------------------------- | ---------------------------------- | ---------------------------------- | ---------------------------------- | ---------------------------------- |
| Montreal 1976:                     | No existía                         | Moscú 1980:                        | No existía                         | Los Ángeles 1984:                  | No existía                         |
| Seúl 1988:                         | No existía                         | Barcelona 1992:                    | No existía                         | Atlanta 1996:                      | No clasificó                       |
| Sídney 2000:                       | No clasificó                       | Atenas 2004:                       | 5º                                 | Pekín 2008:                        | 7º                                 |
| Londres 2012:                      | 7º                                 | Río 2016:                          | No clasificó                       | Tokio 2020:                        | No clasificó                       |
| París 2024:                        | No clasificó                       |                                    |                                    |                                    |                                    |

### Mundiales
| Copa Mundial de Baloncesto Femenino | Copa Mundial de Baloncesto Femenino | Copa Mundial de Baloncesto Femenino | Copa Mundial de Baloncesto Femenino | Copa Mundial de Baloncesto Femenino | Copa Mundial de Baloncesto Femenino |
| ----------------------------------- | ----------------------------------- | ----------------------------------- | ----------------------------------- | ----------------------------------- | ----------------------------------- |
| 1953:                               | No existía                          | 1957:                               | No existía                          | 1959:                               | No existía                          |
| 1964:                               | No existía                          | 1967:                               | No existía                          | 1971:                               | No existía                          |
| 1975:                               | No existía                          | 1979:                               | No existía                          | 1983:                               | No existía                          |
| 1986:                               | No existía                          | 1990:                               | No existía                          | 1994:                               | No clasificó                        |
| 1998:                               | No clasificó                        | 2002:                               | No clasificó                        | 2006:                               | 7º                                  |
| 2010:                               | Medalla de plata                    | 2014:                               | 9º                                  | 2018:                               | No clasificó                        |
| 2022:                               | No clasificó                        | 2026:                               |                                     |                                     |                                     |

### Eurobasket
| Campeonato Europeo de Baloncesto Femenino | Campeonato Europeo de Baloncesto Femenino | Campeonato Europeo de Baloncesto Femenino | Campeonato Europeo de Baloncesto Femenino | Campeonato Europeo de Baloncesto Femenino | Campeonato Europeo de Baloncesto Femenino |
| ----------------------------------------- | ----------------------------------------- | ----------------------------------------- | ----------------------------------------- | ----------------------------------------- | ----------------------------------------- |
| 1938:                                     | No existía                                | 1950:                                     | No existía                                | 1952:                                     | No existía                                |
| 1954:                                     | No existía                                | 1956:                                     | No existía                                | 1958:                                     | No existía                                |
| 1960:                                     | No existía                                | 1962:                                     | No existía                                | 1964:                                     | No existía                                |
| 1966:                                     | No existía                                | 1968:                                     | No existía                                | 1970:                                     | No existía                                |
| 1972:                                     | No existía                                | 1974:                                     | No existía                                | 1976:                                     | No existía                                |
| 1978:                                     | No existía                                | 1980:                                     | No existía                                | 1981:                                     | No existía                                |
| 1983:                                     | No existía                                | 1985:                                     | No existía                                | 1987:                                     | No existía                                |
| 1989:                                     | No existía                                | 1991:                                     | No existía                                | 1993:                                     | No clasificó                              |
| 1995:                                     | 7º                                        | 1997:                                     | 9º                                        | 1999:                                     | 5º                                        |
| 2001:                                     | 9º                                        | 2003:                                     | Medalla de plata                          | 2005:                                     | Medalla de oro                            |
| 2007:                                     | 5º                                        | 2009:                                     | 9º                                        | 2011:                                     | 4º                                        |
| 2013:                                     | 6º                                        | 2015:                                     | 11º                                       | 2017:                                     | 13º                                       |
| 2019:                                     | 15º                                       | 2021:                                     | 15º                                       | 2023:                                     | 8º                                        |
| 2025:                                     | 6º                                        | 2027:                                     |                                           |                                           |                                           |

## Plantillas medallistas

### Eurobasket
- Europeo de 2003:

Jana Veselá, Ivana Večeřová, Michaela Uhrová, Michala Hartigová, Markéta Mokrošová, Hana Machová, 
Romana Hamzová, Michaela Pavlíčková, Irena Borecká, Lucie Blahůšková, Zuzana Klimešová, Eva Vítečková. Seleccionador: Jan Bobrovský.
- Europeo de 2005:

Jana Veselá, Ivana Večeřová, Eva Němcová, Michala Hartigová, Michaela Uhrová, Hana Machová, Markéta Mokrošová, Michaela Pavlíčková, Irena Borecká, Petra Kulichová, Zuzana Klimešová, Eva Vítečková. Seleccionador: Jan Bobrovský

### Mundial
- Mundial 2010:

Jana Veselá, Ivana Večeřová, Veronika Bortelová, Edita Šujanová, Ilona Burgrová, Hana Machová, Michaela Pavlíčková, Kateřina Elhotová, Markéta Mokrošová, Petra Kulichová, Tereza Pecková, Eva Vítečková. Seleccionador: Lubor Blažek